# 櫻之桃與蒲公英
《櫻之桃與蒲公英》是2009年上映的日本電影，改編自日本作家太宰治的短篇小說《維榮之妻》。

## 劇情大綱
故事發生在第二次世界大戰後的東京。小説家大谷酗酒成癖，欠債累累，而且終日情婦廝混，是個放蕩不羈的墮落男子。大谷不但在酒館賴賬，還涉嫌偷錢，店主夫婦於是走到他的家算帳，大谷的妻子佐知為了息事寧人，提出到酒館工作替丈夫還債。

## 主要演員
- 松隆子：佐知
- 淺野忠信：大谷
- 室井滋：巳代
- 伊武雅刀：吉蔵
- 廣末涼子：秋子
- 妻夫木聰：岡田
- 堤真一：辻
- 光石研
- 山本未來
- 鈴木卓爾
- 小林麻子
- 信太昌之
- 新井浩文

## 主要獎項
- 2009年度蒙特利爾世界電影節最佳導演：根岸吉太郎
- 第33屆日本電影金像獎最佳女主角：松隆子

## 外部連結
- 電影日本官方網站

1. . www.zoommovie.com.   [2024-12-07] （中文（中国大陆））.